# 다이렉트 마케팅
다이렉트 마케팅(direct marketing)은 목표인 소비자로 엄선된 개인 또는 법인으로부터 직접 반응을 얻고 관계를 구축해 나가는 마케팅 방법이다.

## 개요
1961년에 레스터 원더먼이 과학적인 광고 원리에 따라 효율적인 판매 방식으로 세계에서 처음 제창 한 것으로, 전통적인 광고의 목적인 말하고 응답 (반응)을 받는 것에 대해 주안점을 두고 있다. 따라서 이미지 광고보다 영업 색이 강한 것으로 알려져 있으며, 통신 판매 업계, 금융, IT, 자동차 산업 등 원래 고객의 반응을 필요로하는 사업에 적용되는 경우가 많다.
개념적으로 다이렉트 마케팅과 다이렉트 메일 또는 통신 판매와 동일하다고 파악하는 것은 잘못이다.
기본적인 미디어는 다이렉트 메일 및 인터넷이지만, 초기 단계의 고객을 확보하기 위해서는 매스 미디어인 TV와 신문, 잡지 등도 사용한다. 또한 다이렉트 마케팅은 광고 예산을 비용으로 생각한다. 또한 다이렉트 마케팅은 데이터베이스 마케팅, 인터넷 마케팅, 고객 관계 관리, 원투원 마케팅 등 오늘날의 마케팅에서 중요시되는 것의 기반이 되고 있으며, 인터넷 마케팅에서 사용되는 용어와 개념은 다이렉트 마케팅의 개념에서 파생된 것이다.
이와 같이 다이렉트 마케팅은 마케팅 분야에서 중추적인 위치를 차지하고 있다.

## 같이 보기
- 고객 관계 관리
- 전단지